# Avatr Technology
Avatr Technology — премиальное подразделение китайской компании Changan, а также одноимённая серия электромобилей данной торговой марки. Базируется на выпуске аккумуляторных электромобилей (с 2024 года — и гибридных автомобилей). Она принадлежит совместному предприятию Changan, CATL и Huawei.

## История
Первоначально китайский автомобильный концерн Changan намеревался создать новую компанию, нацеленную на разработку современных высокотехнологичных электромобилей при сотрудничестве с компанией NIO. В 2018 году было создано совместное предприятие с соотношением акций 50:50, однако в 2020 году альянс не материализовался, поскольку NIO вышла из него.
В ноябре 2021 года была открыта новая компания Avatr Technology. В основании участвовали компании CATL и Huawei. Первой моделью компании стала Avatr 11, запас хода которой составляет около 700 км.
Начало производства Avatr 11 на внутреннем китайском рынке было запланировано на второй квартал 2022 года, поставки первых экземпляров планировались в конце 2022 года. Официальный дебют состоялся в августе 2022 года, а продажи начались в ноябре 2022 года. К 2025 году компания планирует производство ещё 4 моделей.

## Модельный ряд
- Avatr 06
- Avatr 07
- Avatr 11
- Avatr 12

## Продажи в Европе
5 ноября 2024 года белорусская компания АВТОВЕЛЬТ заявила об эксклюзивном дистрибьюторстве AVATR. в Беларуси. В апреле планируется к открытию шоурум на территории автоцентра АВТОИДЕЯ. Официальный сайт дистрибьютора avatr.by.